# Faworyt

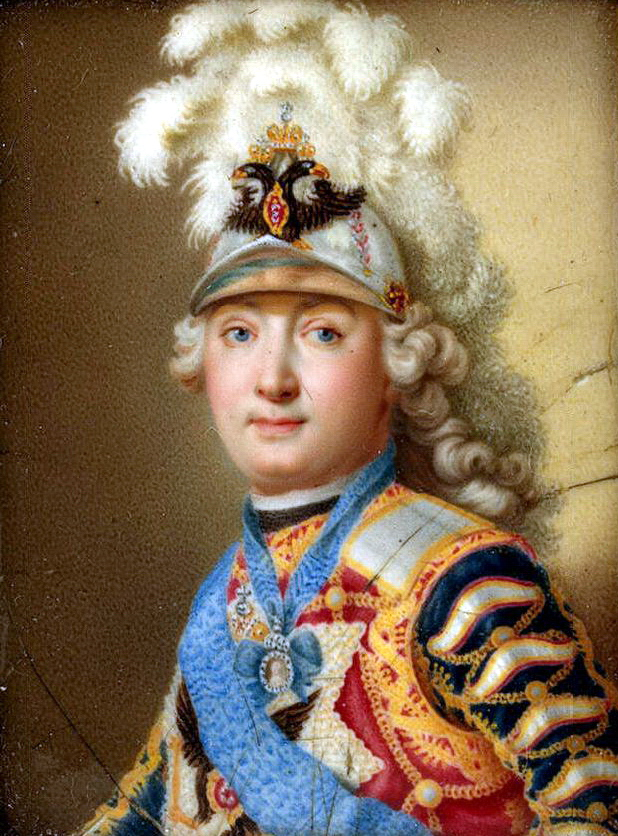
Grigorij Orłow

Faworyt – mniej lub bardziej oficjalny kochanek królowej bądź króla. Również określenie osoby zaufanej, obdarzonej szczególną łaską królewską i zazwyczaj pełniącej funkcję pierwszego ministra lub pierwszej damy dworu.
Do historii przeszli liczni faworyci Katarzyny II, między innymi Grigorij Potiomkin i Grigorij Orłow oraz Grigorij Rasputin – faworyt carskiej rodziny Mikołaja II. Jednym z bardziej znanych faworytów królewskich był markiz Cinq Mars, faworyt Ludwika XIII.